# I grandi comici del fumetto
I grandi comici del fumetto (en español, Los grandes cómicos de la historieta) es una serie de historietas italianas de género cómico, publicadas anualmente desde 1997 a 2000 por la casa Sergio Bonelli Editore.

## Argumento
La primera historieta de la serie, "Cocco Bill Diquaedilà" (1997), está protagonizada por Cocco Bill, siendo el último cómic escrito y dibujado por Benito Jacovitti.
El segundo y el tercer álbum contienen dos historietas escritas por Bonvi y dibujadas por Giorgio Cavazzano. La primera, "La città", era inicialmente destinada a ser publicada en la serie Zona X. Bonvi murió en diciembre de 1995, poco después de finalizar el guion junto al de "Maledetta Galassia!", secuela de "Storie dello spazio profondo", creada con Francesco Guccini entre 1969 y 1970. Las dos historias fueron ilustradas por Cavazzano tres años después y publicadas en 1998 y 1999.
La última historia, con guion de Alfredo Castelli y dibujos de Antonio Terenghi, retoma el personaje de Pedrito el Drito, un gracioso sheriff creado en 1951 por el mismo Terenghi.

## Lista de los álbumes
| N.º | Título                                           | Fecha de publicación | Guion            | Dibujo            |
| --- | ------------------------------------------------ | -------------------- | ---------------- | ----------------- |
| 1   | Cocco Bill Diquaedilà                            | mayo de 1997         | Benito Jacovitti | Benito Jacovitti  |
| 2   | La città                                         | mayo de 1998         | Bonvi            | Giorgio Cavazzano |
| 3   | Maledetta galassia! Storie dallo spazio profondo | mayo de 1999         | Bonvi            | Giorgio Cavazzano |
| 4   | Pedrito el Drito                                 | mayo de 2000         | Alfredo Castelli | Antonio Terenghi  |
|     |                                                  |                      |                  |                   |